# Bishop (Washington)
Bishop az Amerikai Egyesült Államok északnyugati részén, Washington állam Whitman megyéjében elhelyezkedő kísértetváros. A településen nem végeznek népszámlálást.
A helység postahivatala 1913-tól 1925-ig működött. A Bishop név a telepes Bishop testvérektől ered.

## Fordítás
Ez a szócikk részben vagy egészben  a   Bishop, Washington című angol Wikipédia-szócikk ezen változatának fordításán alapul.  Az eredeti cikk szerkesztőit annak laptörténete sorolja fel. Ez a jelzés csupán a megfogalmazás eredetét és a szerzői jogokat jelzi, nem szolgál a cikkben szereplő információk forrásmegjelöléseként.